# Sistema de depósito y reembolso

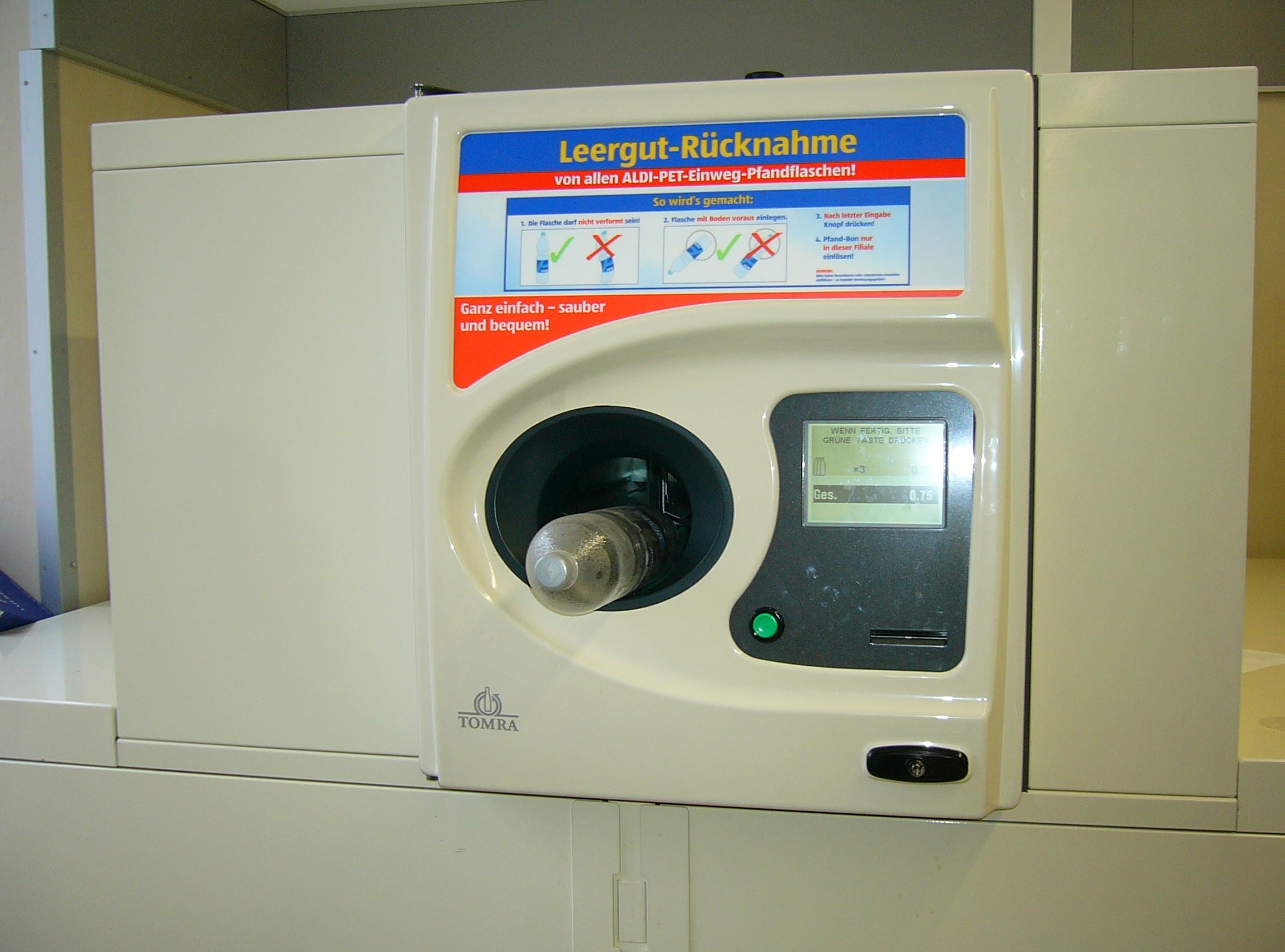
Máquina de reciclaje (Pfand) en Aldi en Alemania

El sistema de depósito, devolución y retorno (SDDR; en inglés: deposit and return system, DRS) es un sistema de gestión de envases usados en el que el consumidor, al comprar un producto envasado, deja un depósito o fianza - una cantidad de dinero adicional al precio del producto envasado, generalmente de algunos céntimos de euro - , que recupera al devolver el envase vacío en el mismo establecimiento, en otro distinto o en un lugar específico a veces llamado "centro de reciclado", "centro de devolución" o "centro de redención". Esa devolución se puede producir en dinero o en vales de descuento para comprar los mismos o distintos productos.
En la actualidad, cuando se utilizan las siglas SDDR, se suele referir a un sistema para envases de bebidas de un solo uso en el que los envases vacíos devueltos se destinan al reciclado y no a su rellenado.[cita requerida]
Es importante distinguir el SDDR moderno de los sistemas tradicionales de devolución de envases vacíos para su lavado y rellenado, envases conocidos generalmente como envases reutilizables, ya que existe una gran confusión entre los consumidores que, con frecuencia, reciben información engañosa que trata de hacer ver que el SDDR supone una vuelta al sistema antiguo de devolución de envases reutilizables, lo que en España se llamaba antiguamente "devolver el casco".
En todo caso, en algunos de los países donde hay implantados SDDR pueden coexistir los dos tipos de devolución de envases.

## Implantación de los SDDR
En cuanto a la implantación actual de SDDR, en Europa en 2018 hay SDDR en vigor en Suecia, Noruega, Dinamarca, Finlandia, Croacia, Estonia, Lituania, Alemania, Eslovaquia, Letonia y Malta. Al finalizar el año 2025 se habrá implantado en Portugal, Rumanía, Irlanda, Hungría, Reino Unido y Austria.
Fuera de Europa está en vigor en algunos estados de Estados Unidos, parte de Australia y algún otro país. En los países nórdicos se utiliza la expresión Pfand (Alemania), pantti (Finlandia) u otras de fonética parecida. En Estados Unidos se suele conocer como bottle bill o similar.

## Envases y productos incluidos en el sistema
Prácticamente en todos los mercados en que hay SDDR se incluyen envases de plástico (sobre todo PET) y latas de bebidas (acero o aluminio) de agua, refrescos y cervezas; Dependiendo del país, pueden incluirse envases de otros materiales como el vidrio o algún otro, y otras bebidas como zumos o bebidas alcohólicas de baja graduación -distintas de la cerveza-. El vino, licores  y los productos lácteos no suelen estar incluidos.[cita requerida]

## Origen de los SDDR actuales
En este punto suele haber bastante confusión: los SDDR se suelen confundir con los sistemas tradicionales de devolución de envases reutilizables. En aquellos sistemas se podía - de hecho se solía- devolver un envase vacío al comprar un envase lleno del mismo producto sin recibir el depósito devuelto ni pagar un nuevo depósito, mientras que en la actualidad siempre se paga el importe del depósito y siempre se recibe el importe del depósito devuelto.[cita requerida]
El SDDR moderno tiene su origen en Suecia, donde se puso en marcha en 1984. La razón fundamental fue que el mercado, sobre todo el de la cerveza, cambió del envase de vidrio reutilizable a la lata de bebidas de un solo uso en una situación en la que no había sistemas de reciclado de envases de un solo uso en funcionamiento, y el SDDR se introdujo par que hubiera un sistema que obligara a los consumidores a devolver las latas vacías. Esta matización es importante, porque en la actualidad hay la creencia, alimentada por los que pretenden vender el sistema SDDR, de que es un paso previo a la reintroducción del envase reutilizable, mientras que el origen fue precisamente la desaparición gradual del envase reutilizable en Europa. Es importante recordar que la directiva europea de envases y residuos de envases no se introdujo hasta diez años más tarde. Además se introdujo mediante un acuerdo entre el Estado, las compañías de bebidas y el sector de la distribución. 
En Suecia, los envases de PET para agua y refrescos también se introdujeron casi diez años más tarde cuando se produjo un cambio semejante en el mercado de bebidas, y el sistema se amplió para incluirlos.
En el resto de los países nórdicos se introdujo el SDDR con posterioridad por razones similares, aunque cada país es un caso distinto.
Hubieron de pasar casi 20 años hasta que en 2003 el sistema se introdujo en Alemania de forma obligatoria, y en contra de la opinión del comercio y de los distribuidores, lo que supuso un caos considerable, varios cambios legislativos y de formato del sistema en un período muy corto, y con graves consecuencias para algunos sectores. El sector más afectado fue el de las latas de bebidas, que prácticamente desaparecieron del mercado. Con el tiempo se ha podido comprobar con todo detalle que la razón fundamental para la introducción abrupta del sistema fue comercial y no medioambiental: proteger el mercado de pequeñas cervecerías locales y regionales, base de  la economía local en muchos casos, que no podían competir con el envase de vidrio reutilizable contra la cerveza en lata de marcas internacionales que resultaba mucho más barata y amenazaba el negocio local. De hecho diez años después de la introducción del sistema, el que había sido ministro responsable de medio ambiente y de la introducción del SDDR, Jürgen Trittin,  declaró a los medios de comunicación "La introducción del SDDR salvó a la industria cervecera de Baviera". Adicionalmente, y como justificación de la introducción, se dio la razón de que el mercado de bebidas en Alemania había dejado de ser casi en su totalidad de envases reutilizables y que por razones ambientales había que volver a tener al menos el 80% de las bebidas en envases reutilizables, por lo que se introducía el SDDR. Quince años después de la introducción del SDDR alemán, el volumen de bebidas en envase reutilizable en Alemania había caído 30 puntos porcentuales, y en la actualidad[¿cuándo?] es del orden del 40%.[cita requerida]. Por otra parte, los sectores de agua y rfrescos hicieron también cambios profundos en su mix de envases, adoptando masivamente el PET y también eliminando prácticamente el envase de vidrio de un solo uso. Según datos publicados por la agencia federal de medio ambiente de Alemania UBA (Umwelt Bundesamt) entre 2000 y 2016 el consumo de envases de plástico de un solo uso aumentó el 75%.

## Ventajas del SDDR

### Reducción de envases abandonados y vertido incontrolado olittering
Es evidente que la obligación de devolver un envase bajo amenaza de perder el depósito o fianza evita que una parte de los envases de bebidas se abandonen en el entorno, y propicia que los envases abandonados sean recogidos por personas que quieren obtener algo de dinero. Dando una visita a los países nórdicos sorprende lo limpio que están los bordes de las carreteras, e incluso Berlín, que solía calificarse de sucia, está mucho más limpia en general desde la introducción del SDDR. Además se puede ver en varios estudios que el plástico que se encuentra en el mar procede mayoritariamente de países que no tienen un sistema de reciclaje que conlleva un incentivo económico (por ejemplo en Alemania, la tasa de basura por hogar disminuye si más residuos acaban en los contenedores de reciclaje).

### Mayor calidad de los envases usados recogidos
Ciertamente los envases devueltos en la tienda suelen estar más limpios que los dejados en una papelera o contenedor, pero esta afirmación esconde que los envases sometidos a SDDR ya son generalmente los más limpios y de más valor como materia prima. Una botella de agua está lavada por definición, pero en el SDDR no entra, por ejemplo, la misma botella si trae aceite. No es que los envases estén en mejores condiciones, sino que el sistema SDDR recoge los mejores envases y los más limpios, que no es lo mismo. Al final lo interesante es que es mucho menos complejo separar los diferentes materiales para reciclarlos eficientemente, si ya se recogen de forma separada, como ocurre con el SDDR. 

### Mayor tasa de reciclado
Los envases que se devuelven mediante SDDR alcanzan mayores tasas de reciclado que si no es obligatoria su devolución.

## Desventajas del SDDR
El coste de recogida aumenta enormemente comparado con el sistema de contenedores de reciclaje. Estos costes adicionales en España correrían a cargo de la empresa Ecoembes.